# 辻惇朗
辻 惇朗（つじ あつろう、1997年8月29日 - ）は、ジャパンラグビーリーグワン三重ホンダヒートに2023-24シーズンまで所属していたラグビー選手。

## プロフィール
- 大阪府出身。
- ポジションはロック(LO)、フランカー(FL)。
- 身長 187 cm、体重 103 kg

## 略歴
2016年、常翔学園高校卒業後、明治大学に入る。なお常翔学園高校時代、高校日本代表に選ばれたことがある。
2020年、明治大学卒業後、Honda Heat(現・三重ホンダヒート)に加入。
2022年4月9日に行われたJAPAN RUGBY LEAGUE ONE第10節三菱重工相模原ダイナボアーズ戦にて途中出場で公式戦初出場を果たした。
2024年5月、三重ホンダーヒートを退団。